# Jamestown (Pennsylvania)
Jamestown ist ein Borough im Bundesstaat Pennsylvania in den Vereinigten Staaten. Das U.S. Census Bureau hat bei der Volkszählung 2020 eine Einwohnerzahl von 582 ermittelt.

## Geographie

### Geographische Lage
Der Ort liegt in der Ebene, die südlich an den Eriesee anschließt, etwa 50 Kilometer südlich des Südufers. Der Shenango River fließt nordwestlich des Ortes und wird dort durch einen Staudamm zum Pymatuning Reservoir aufgestaut.

### Nachbargemeinden
Jamestown ist im Norden von der South Shenango Township, Crawford County, umschlossen und liegt im Süden in das Greene Township eingebettet.

### Klima
|                       | Jan  | Feb  | Mär  | Apr  | Mai  | Jun  | Jul  | Aug  | Sep  | Okt  | Nov  | Dez  |   |      |
| Mittl. Tagesmax. (°C) | 0,7  | 1,5  | 6,8  | 14,1 | 20,4 | 25,5 | 27,7 | 26,8 | 23,1 | 16,7 | 9,3  | 2,6  | ⌀ | 14,7 |
| Mittl. Tagesmin. (°C) | −9,1 | −9,1 | −4,3 | 1,5  | 6,9  | 12,2 | 14,3 | 13,6 | 9,8  | 4,0  | −0,6 | −6,1 | ⌀ | 2,8  |
|                       |      |      |      |      |      |      |      |      |      |      |      |      |   |      |
| Niederschlag (mm)     | 68   | 57   | 77   | 92   | 101  | 103  | 107  | 93   | 94   | 80   | 82   | 74   | Σ | 1028 |
|                       |      |      |      |      |      |      |      |      |      |      |      |      |   |      |
| Regentage (d)         | 16   | 13   | 14   | 14   | 14   | 12   | 11   | 11   | 11   | 13   | 14   | 16   | Σ | 159  |

| −9,1 |

| −9,1 |

| −4,3 |

| 1,5 |

| 6,9 |

| 12,2 |

| 14,3 |

| 13,6 |

| 9,8 |

| 4,0 |

| −0,6 |

| −6,1 |

| −9,1 |

| −9,1 |

| −4,3 |

| 1,5 |

| 6,9 |

| 12,2 |

| 14,3 |

| 13,6 |

| 9,8 |

| 4,0 |

| −0,6 |

| −6,1 |

Die jährliche Durchschnittstemperatur Jamestowns liegt bei 8,7 °C. An durchschnittlich 163 Tagen im Jahr sind Niederschläge zu verzeichnen, an 35 Tagen Schneefall.

## Geschichte
Jamestown wurde 1798 von James Campbell, einem irischen Siedler aus County Antrim, und seiner Familie gegründet und nach ihm benannt. In den ersten Jahren lebte die Familie in einer Höhle, die heute als historic landmark gekennzeichnet ist. Die weitere Besiedlung wurde erst nach dem Ende des Krieges von 1812 begonnen. 1817 wurde die erste Getreidemühle errichtet. Das nächste Haus wurde nach heutigem Kenntnisstand erst 1831 errichtete, das als Bar, Geschäft und Brunnenhaus genutzt wurde. 1832 wurde um die Getreidemühle herum der heutige Dorfkern vorbereitet und der Name Jamestown für den Ort festgelegt. Die Siedlung wuchs langsam; 1832
wurde eine Gerberei errichtet, 1834 öffnete eine Schmiede, 1835 eine Sägemühle für den Hausbau des Ortes. 1837 wurde eine befahrbare Brücke über den nahen Fluss gelegt. 1840 gründete sich die erste Kirchengemeinde, Presbyterianer, die ein erstes Gotteshaus im Jahr 1853 errichteten. Eine Methodisten-Gemeinde gründete sich 1855, ihr Kirchengebäude wurde 1860 fertiggestellt. 1870 folgte eine Baptistengemeinde, die ihre Kirche 1874 weihten, und schließlich eine katholische Gemeinde, deren Kirche
ebenfalls 1874 geweiht wurde.
1864 erreichte die Erie and Pittsburgh Railroad (ging 1870 in der Pennsylvania Railroad auf) den Ort und verband ihn mit New Castle im Süden und Lake City am Eriesee im Norden. Die Strecke ist inzwischen stillgelegt und abgebaut; auf ihrem Verlauf wurde ein Wanderweg, der Pymatuning State Park Trail, angelegt.
Im Jahr 1880 brannten zwei Hotels in der Nähe des Bahnhofs ab; 1887 zerstörte ein Großfeuer einen großen Teil der Innenstadt, besonders die Ladenzeilen. Aus der Zeit vor dem Feuer stehen heute nur noch einzelne Gebäude.
1881 entstand das erste Schulgebäude, das einen bis dahin angemieteten Einzelraum für Schüler aller Jahrgänge ablöste.
Als eigenständig verwaltete Gemeinde (Borough) wurde Jamestown 1854 eingerichtet. Damals wurde es aus Gebieten, die davor zur South Shenango Township im Norden und Greene Township im Süden gehörten, gebildet. Die Gebiete, die von South Shenango abgetreten wurden, gehörten zuvor zum Crawford County.
Als Gemeinde mit ausschließlich lokaler Bedeutung ist Jamestown deutlich von der Landflucht betroffen. Seit dem Höchststand der Bevölkerung im Zeitraum 1950 bis 1970 ist die Einwohnerzahl um etwa 40 % zurückgegangen.
Das Gibson House, ein Ziegelbau aus dem Jahr 1855, wurde am 1. Dezember 1978 in das National Register of Historic Places unter der Nummer 78002430 als Denkmal eingetragen.

### Religionen
Methodisten, Katholiken, Presbyterianer, jeder mit eigener Kirche, sind seit der Mitte des 19. Jahrhunderts im Ort vertreten.

### Einwohnerentwicklung
| Volkszählungsergebnisse – Borough of Jamestown, Pennsylvania | Volkszählungsergebnisse – Borough of Jamestown, Pennsylvania | Volkszählungsergebnisse – Borough of Jamestown, Pennsylvania | Volkszählungsergebnisse – Borough of Jamestown, Pennsylvania | Volkszählungsergebnisse – Borough of Jamestown, Pennsylvania | Volkszählungsergebnisse – Borough of Jamestown, Pennsylvania | Volkszählungsergebnisse – Borough of Jamestown, Pennsylvania | Volkszählungsergebnisse – Borough of Jamestown, Pennsylvania | Volkszählungsergebnisse – Borough of Jamestown, Pennsylvania | Volkszählungsergebnisse – Borough of Jamestown, Pennsylvania | Volkszählungsergebnisse – Borough of Jamestown, Pennsylvania |
| Jahr                                                         | 1800                                                         | 1810                                                         | 1820                                                         | 1830                                                         | 1840                                                         | 1850                                                         | 1860                                                         | 1870                                                         | 1880                                                         | 1890                                                         |
| ------------------------------------------------------------ | ------------------------------------------------------------ | ------------------------------------------------------------ | ------------------------------------------------------------ | ------------------------------------------------------------ | ------------------------------------------------------------ | ------------------------------------------------------------ | ------------------------------------------------------------ | ------------------------------------------------------------ | ------------------------------------------------------------ | ------------------------------------------------------------ |
| Einwohner                                                    |                                                              |                                                              |                                                              |                                                              |                                                              |                                                              | 256                                                          | 572                                                          | 974                                                          | 822                                                          |
| Jahr                                                         | 1900                                                         | 1910                                                         | 1920                                                         | 1930                                                         | 1940                                                         | 1950                                                         | 1960                                                         | 1970                                                         | 1980                                                         | 1990                                                         |
| Einwohner                                                    | 834                                                          | 822                                                          | 818                                                          | 710                                                          | 819                                                          | 931                                                          | 897                                                          | 937                                                          | 854                                                          | 761                                                          |
| Jahr                                                         | 2000                                                         | 2010                                                         | 2020                                                         | 2030                                                         | 2040                                                         | 2050                                                         | 2060                                                         | 2070                                                         | 2080                                                         | 2090                                                         |
| Einwohner                                                    | 636                                                          | 617                                                          | 582                                                          |                                                              |                                                              |                                                              |                                                              |                                                              |                                                              |                                                              |

## Schulen
Im Ort sind eine Grundschule Jamestown Area Elementary School (bis 6. Klasse) mit ca. 250 Schülern und eine weiterführende Schule Jamestown Area Junior/Senior High School (7. bis 12. Klasse) mit etwa 260 Schülern ansässig. Außerdem wird eine Vorschule angeboten.